# La formazione della Terra di Mezzo
La formazione della Terra di Mezzo (in inglese The Shaping of Middle-earth) è una raccolta di testi di J. R. R. Tolkien su Arda, l'universo immaginario fantasy da lui creato. L'opera raccoglie testi risalenti agli anni '30 e costituisce il quarto volume della Storia della Terra di Mezzo, una raccolta postuma di scritti di Tolkien curata dal figlio Christopher.

## Contenuto
In questo volume sono raccolti tutti i testi successivi ai Racconti ritrovati e perduti, in una fase in cui si andava man mano delineando il futuro Silmarillion. Tutti i testi sono accompagnati da un commento di Christopher Tolkien, come nei precedenti volumi.
Contenuto dell'opera:
1. Brani in prosa successivi ai Racconti perduti - tre brevi brani mai completati, uno riguardante Tuor e il suo arrivo a Gondolin, uno sull'arrivo dei Noldor nella Terra di Mezzo e uno sull'occultamento di Valinor.
2. Il primo "Silmarillion", anche chiamato Abbozzo della mitologia - un riassunto degli eventi del mondo tolkieniano definiti fino a questa fase.
3. Il Quenta - ulteriore versione sviluppata dell'Abbozzo.
4. La prima mappa del "Silmarillion" - alcune delle primordiali mappe del Beleriand disegnate da Tolkien.
5. L'Ambarkanta - un breve trattato sulla cosmologia, contenente mappe e diagrammi.
6. I primi annali di Valinor - una cronologia riguardante gli avvenimenti in Valinor dalla creazione del mondo al sorgere del Sole. Ha uno stile schematico ma in più punti evolve in una narrazione.
7. I primi annali del Beleriand - una cronologia riguardante gli avvenimenti del Beleriand dal sorgere del Sole alla sconfitta di Morgoth. Ha uno stile schematico ma in più punti evolve in una narrazione.[2]